# Street workout

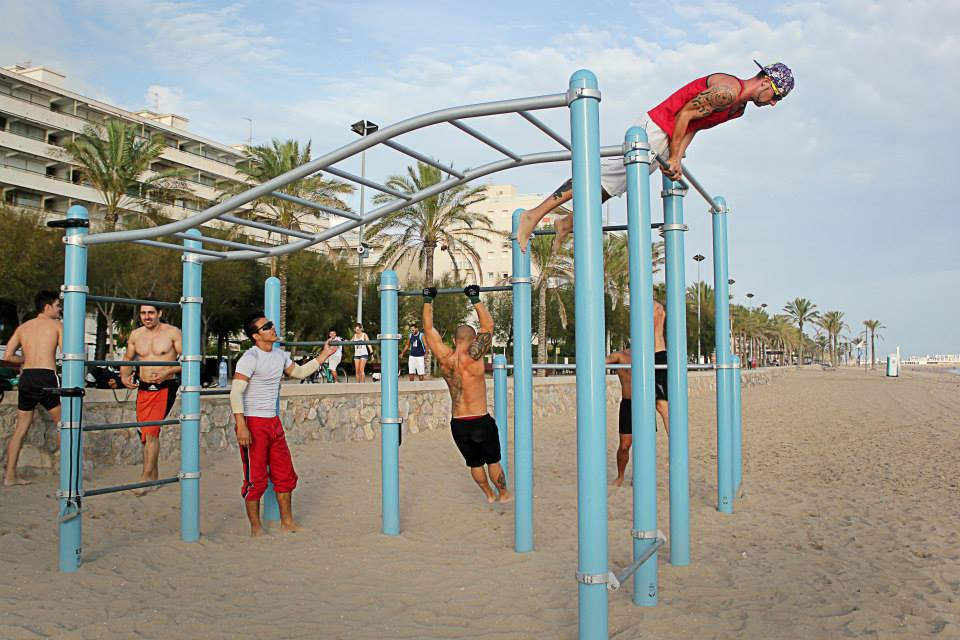
L'équipe Spartans Tarraco faisant du street workout à Calafell en Espagne.

Le street workout (littéralement « entraînement de rue ») est un sport mêlant la gymnastique et la musculation. Mélangeant figures de force, de souplesse, d'équilibre et d'agilité, le street workout se pratique essentiellement en extérieur et utilise le poids du corps pour se muscler.

## Histoire
Les origines historiques du street workout semblent diverses et parfois controversées. Les mouvements et techniques du street workout dérivent par ailleurs de divers courants mondiaux de callisthénie et gymnastique, ainsi que de techniques modernes de musculation au poids de corps.
L'engouement pour le street workout est souvent rattaché à des pratiques de rue à New York, popularisées par internet et notamment sur Youtube par les premières vidéos du jeune afro-américain new-yorkais « Hannibal For King » (2008) ou bien celles de l'équipe des Bar Brothers ; ces vidéos ont totalisé des millions de vues. Dans ces vidéos, les pratiquants démontrent l'utilisation de divers mobiliers urbains pour la réalisation de leur entrainement : bancs, barres, poteaux, structures urbaines de jeux pour enfants, etc.
En quelques mois, cette pratique est reprise à travers le monde et des équipes sont constituées dans des villes d'Amérique du Nord et d'Europe (y compris la Russie), qui diffusent également des vidéos de leur pratique, sur internet et les réseaux sociaux. Des centaines de parcs de street workout existent en France. Ces équipes se regroupent rapidement au sein d'une nouvelle structure, la World Street Workout & Calisthenics Federation et mettent en place diverses manifestations locales ou internationales : rassemblements, démonstrations, compétitions… De même, une éthique du street workout est progressivement définie, en opposition de certaines pratiques du culturisme (poids, barres et haltères, prise de masse musculaire, exhibition des muscles) et du fitness (entrainement coûteux, en salle privée, sur machines), tout en prônant une hygiène de vie et une alimentation saine.